# SM U-1 (1909)
L'SM U-1 o U-I fou el vaixell principal de la classe U-1 de submarins construïts i operats per la marina austrohongaresa (Kaiserliche und Königliche Kriegsmarine, K.u.K. Marine). L’U-1 va ser dissenyat per l’arquitecte naval estatunidenc Simon Lake de la Lake Torpedo Boat Company, i construït a les drassanes de la marina austrohongaresa a Pola. Va ser un dels dos submarins dissenyats per aquesta empresa i comprats com a part d'una avaluació competitiva de dissenys de submarins estrangers, després que la marina rebutgés les propostes nacionals.

## Disseny i construcció
Encarregat el 24 de novembre de 1906, se'n va iniciar la construcció el juliol de 1907 i es va avarar el febrer de 1909. Tenia 30,48 metres d'eslora i desplaçava 229,7 tones mètriques en superfície i 248,9 en immersió. L'U-1 era un disseny experimental amb característiques úniques com una cambra hiperbàrica i rodes per desplaçar-se pel fons marí. Inicialment estava propulsat per motors de gasolina per a la navegació en superfície, però els assajos navals durant els anys 1909 i 1910 van mostrar que aquests motors no eren capaços d'arribar a la velocitat establerta i que presentaven un greu risc d'enverinar la tripulació. Els historiadors navals han valorat el disseny de l'U-1 com un fracàs que ja era obsolet en el moment en què va entrar en servei en l'armada austrohongaresa. Malgrat aquestes crítiques, les proves van proporcionar valuosa informació que la K.u.K. Marine va utilitzar per construir submarins posteriors.

## Historial de servei
L'U-1 va entrar en servei l'abril de 1911 i va servir com a vaixell d'entrenament fins a 1914, tot i que va ser mobilitzat breument durant les Guerres Balcàniques. Al començament de la Primera Guerra Mundial, l'U-1 es trobava al dic sec esperant noves bateries i nous motors dièsel. Va tornar al servei com a vaixell d'entrenament fins a octubre de 1915. A partir de novembre va efectuar patrulles de reconeixement des de Trieste i Pola fins que va ser declarat obsolet a principis de 1918. Va continuar funcionant com a vaixell d'entrenament a la base submarina de Brioni, però era a Pola al final de la guerra.
El govern austrohongarès va cedir la seva marina al recentment format Estat dels Eslovens, Croats i Serbis per evitar haver de lliurar els seus vaixells a les potències aliades. Després de l'armistici de Villa Giusti, el novembre de 1918, l'U-1 va ser capturat per les forces italianes i posteriorment cedit al Regne d'Itàlia en virtut del tractat de Saint-Germain-en-Laye el 1920. Itàlia va optar per desballestar el submarí.